# Domptail-en-l'Air
Domptail-en-l'Air è un comune francese di 64 abitanti situato nel dipartimento della Meurthe e Mosella nella regione del Grand Est.

## Società

### Evoluzione demografica
Abitanti censiti